# Brembio
Brembio (lombardul: Brémbi) település Olaszországban, Lombardia régióban, Lodi megyében. Lakosainak száma 2690 fő (2023. január 1.). Brembio Borghetto Lodigiano, Casalpusterlengo, Livraga, Mairago, Ospedaletto Lodigiano, Ossago Lodigiano és Secugnago községekkel határos.

## Népesség
A település népességének változása:
| Lakosok száma | 2642 | 2696 | 2690 |
|               | 2017 | 2018 | 2023 |